# جک فلت
جک فلت (انگلیسی: Jack Flett; ۱۹ نوامبر ۱۸۷۱ – ۱۳ دسامبر ۱۹۳۲) بازیکن لاکراس اهل کانادا بود.